# Bourrignon
Bourrignon é uma comuna da Suíça, situada no distrito de Delémont, no cantão de Jura. Tem 13,56 km² de área e sua população em 2018 foi estimada em 262 habitantes.